# Toma de Morella (1840)
La toma de Morella fue la última batalla de la Primera Guerra Carlista. Tras la conquista de la ciudad, Cabrera se vio obligado a huir a Berga (Cataluña), donde la guerra aún continuaba, ya que esta derrota selló el final del conflicto en el Bajo Aragón.

## Antecedentes
Con su victoria en el sitio de Morella, Ramón Cabrera había logrado consolidar su posición en el Maestrazgo, viéndose además reforzado. Sin embargo, en el País Vasco y Navarra, principales bastiones carlistas, el enfrentamiento estaba ya prácticamente decidido, y por tanto también la guerra. Tras su derrota en Peñacerrada, Guergué fue destituido por don Carlos como general en jefe de las fuerzas carlistas. En su lugar fue emplazado Rafael Maroto, general que sabía que la guerra estaba ya sentenciada y que comenzó negociaciones de paz con Espartero. Al año siguiente, a pesar de algunas diferencias, Espartero y Maroto sellaron la paz con el histórico abrazo de Vergara. Sin embargo, don Carlos y más de la mitad del ejército del norte partieron al exilio, ya que no aceptaron el convenio, al igual que Cabrera y sus tropas, que continuaron la lucha en el este. Espartero se vio obligado a desplazar todo su ejército a Aragón para el ataque final. Los isabelinos podrían sumar unos 44.000 hombres, mientras que el total de tropas que en 1840 seguían a Cabrera ascendía a casi la mitad. La resistencia carlista era ya insostenible, y las plazas absolutistas fueron cayendo una a una. Finalmente, Espartero se plantó ante Morella.

## El combate
El día 18 de mayo el ejército liberal comenzó las tareas de sitiado, que se completaron el día 23, con el primer cañonazo a la ciudad. Tras conseguir rechazar los primeros ataques los carlistas, desesperados sabiendo que no podrían resistir mucho tiempo más, planearon una huida general, pero esta fue descubierta. Muchos intentaron regresar, pero fueron tiroteados. Los cadáveres se aglomeraron ante las puertas de la ciudad. El día 30 de mayo tras varios días de intensa lucha, los carlistas propusieron una rendición honrosa, que fue rechazada por Espartero. Finalmente no les quedó otra a los carlistas que la rendición como prisioneros. La ciudad fue saqueada el mismo día de la rendición. Cabrera, que se hallaba fuera en ese momento, decidió retirarse y posicionarse en Cataluña, donde la guerra seguía viva. Por ende, con apenas 10.000 soldados, Cabrera hubo de exiliarse con sus soldados a Francia, ya que Berga, el último reducto carlista, no podía ser defendido. La toma de Morella significó siempre la derrota de los absolutistas. Espartero recibió el título de duque de Morella por esta victoria.